# Tetranychus malaysiensis
Tetranychus malaysiensis är en spindeldjursart som beskrevs av Ehara 1988. Tetranychus malaysiensis ingår i släktet Tetranychus och familjen Tetranychidae. Inga underarter finns listade i Catalogue of Life.